# Chester (Géorgie)
Pour les articles homonymes, voir Chester.
Chester est une ville américaine située dans le comté de Dodge, en Géorgie. Selon le recensement de 2020, sa population est de 525 habitants.